# Juan Nova Ramírez
Juan Nova Ramírez (* 22. Juni 1939 in Santo Domingo; † 5. Mai 2015 ebenda) war ein dominikanischer Sportreporter und Rundfunksprecher.
Nova Ramírez begann seine Laufbahn als Sportreporter 1968 mit der Berichterstattung von Carlos Teo Cruz’ Kampf um die Boxweltmeisterschaft im Leichtgewicht. 1974 wirkte er an Rundfunk- und Fernsehberichten über die XII Juegos Deportivos Centroamericanos y del Caribe in Santo Domingo mit. Später im gleichen Jahr berichtete er von den Basketballmeisterschaften im Centro Olímpico Juan Pablo Duarte. 1978 begleitete er neben Andrés Vanderhorts, Guelo Tueni und Leandro de la Cruz die Basketball-Weltmeisterschaft. 
Ab 1981 war er neben Moncho Imbert, Roosevelt Comarazamy, Billy Berroa und Félix Acosta Nuñez Berichterstatter der Baseball-Mannschaft Leones del Escogido. 1981 holten ihn die Brüder Jhonny und Ramón Naranjo als kommerziellen Sprecher zu den Estrellas Orientales in San Pedro de Macorís. Ab 1990 war er Sprecher der Tigres del Licey im Fernsehen.
Neben seiner Tätigkeit als Reporter und Voiceover-Sprecher war Nova Ramírez auch Direktor der Radiosender Radio Comercial (1967), Radio Visión (1969) und Radio ABC (1974). Mit Otto Rivera und Nobel Alfonso gründete er die Escuela Nacional de Locución „Profesor Otto Rivera“, deren Direktor er mehrere Jahre lang war.
Nova Ramírez war verheiratet und hatte vier Kinder. Er starb 2015 an einem Herzinfarkt im Centro de Diagnóstico, Medicina Avanzada y Telemedicina (Cedimat) in Santo Domingo, wo er zuvor operiert worden war. Er wurde auf dem Friedhof Jardín Memorial beigesetzt.